# Liolaemus chiliensis
Liolaemus chiliensis — вид ігуаноподібних ящірок родини Liolaemidae. Мешкає в Чилі та Аргентині.

## Опис
Велика ящірка, довжин якої (без врахування хвоста) становить 80—100 мм, а разом з хвостом — 25 см. Кремезний вид, має великі луски. Забарвлення спини зеленувате, з двома білувато-зеленими смугами, які охоплюють всю спину і хвіст. Живіт білуватий, іноді з жовтим відтінком.

## Поширення
Liolaemus chiliensis мешкають в центральному Чилі (від півдня Кокімбо до Лос-Лагоса) та на заході Аргентини, в провінціях Ріо-Негро і Неукен. Він має вертикальний діапазон між рівнем моря і 2100 м над рівнем моря. Вони живуть в різноманітних природних середовищах, зокрема в помірних лісах і чагарникових заростях, трапляються на евкаліптових і соснових плантаціях. Зустрічаються на висоті до 2100 м над рівнем моря. Живляться безхребетними та, можливо, іншими ящірками. Ведуть денний спосіб життя, відкладають яйця. Liolaemus chiliensis мають унікальну реакцію на загрозу, яка полягає у видаванні рваного, пронизливого вереску.

## Загрози та охорона
Загрози не відомі в аргентинській частині ареалу. У Чилі локалізовані загрози включають зниження якості середовища проживання в результаті розширення сільськогосподарського виробництва, в тому числі евкаліптових і соснових плантацій.